# Adam McQuaid
Adam Mark McQuaid, född 12 oktober 1986 i Charlottetown, Prince Edward Island, är en kanadensisk professionell ishockeyback som spelar för Columbus Blue Jackets i NHL. 
Han har tidigare spelat på NHL-nivå för New York Rangers och Boston Bruins och på lägre nivåer för Providence Bruins i AHL och Sudbury Wolves i OHL.

## Spelarkarriär

### NHL

#### Columbus Blue Jackets
McQuaid valdes av Columbus Blue Jackets i den andra rundan i 2005 års NHL-draft.

#### Boston Bruins
2010-2011 vann McQuaid Stanley Cup med Bruins. Han spelade 23 matcher för Bruins i slutspelet och registrerades för 4 assist.

#### New York Rangers
Den 11 september 2018 blev han tradad till New York Rangers i utbyte mot Steven Kampfer, ett draftval i fjärde rundan och ett villkorligt val i sjunde rundan 2019.

#### Columbus Blue Jackets
Han tradades den 25 februari 2019 till Columbus Blue Jackets i utbyte mot Julius Bergman och ett draftval i fjärde rundan och ett i sjunde rundan 2019.

## Statistik
| 2002–2003  | Cornwall Thunder      | PEIHA      | 21  | 4  | 5  | 9  | 44  | —  | — | — | —  | —  |
| 2003–2004  | Sudbury Wolves        | OHL        | 47  | 3  | 6  | 9  | 25  | 7  | 0 | 1 | 1  | 2  |
| 2004–2005  | Sudbury Wolves        | OHL        | 66  | 3  | 16 | 19 | 98  | 8  | 0 | 2 | 2  | 10 |
| 2005–2006  | Sudbury Wolves        | OHL        | 68  | 3  | 14 | 17 | 107 | 10 | 0 | 1 | 1  | 16 |
| 2006–2007  | Sudbury Wolves        | OHL        | 65  | 9  | 22 | 31 | 110 | 21 | 1 | 5 | 6  | 24 |
| 2007–2008  | Providence Bruins     | AHL        | 68  | 1  | 8  | 9  | 73  | 10 | 0 | 0 | 0  | 9  |
| 2008–2009  | Providence Bruins     | AHL        | 78  | 4  | 11 | 15 | 141 | 16 | 0 | 3 | 3  | 26 |
| 2009–2010  | Boston Bruins         | NHL        | 19  | 1  | 0  | 1  | 21  | 9  | 0 | 0 | 0  | 6  |
|            | Providence Bruins     | AHL        | 32  | 3  | 7  | 10 | 66  | —  | — | — | —  | —  |
| 2010–2011  | Boston Bruins         | NHL        | 67  | 3  | 12 | 15 | 96  | 23 | 0 | 4 | 4  | 14 |
| 2011–2012  | Boston Bruins         | NHL        | 72  | 2  | 8  | 10 | 99  | —  | — | — | —  | —  |
| 2012–2013  | Boston Bruins         | NHL        | 32  | 1  | 3  | 4  | 60  | 22 | 2 | 2 | 4  | 10 |
| 2013–2014  | Boston Bruins         | NHL        | 30  | 1  | 5  | 6  | 69  | —  | — | — | —  | —  |
| 2014–2015  | Boston Bruins         | NHL        | 63  | 1  | 6  | 7  | 85  | —  | — | — | —  | —  |
| 2015–2016  | Boston Bruins         | NHL        | 64  | 1  | 8  | 9  | 89  | —  | — | — | —  | —  |
| 2016–2017  | Boston Bruins         | NHL        | 77  | 2  | 8  | 10 | 71  | 2  | 0 | 1 | 1  | 0  |
| 2017–2018  | Boston Bruins         | NHL        | 38  | 1  | 3  | 4  | 62  | 12 | 1 | 1 | 2  | 0  |
| 2018–2019  | New York Rangers      | NHL        | 36  | 2  | 3  | 5  | 33  | —  | — | — | —  | —  |
|            | Columbus Blue Jackets | NHL        | 3   | 0  | 0  | 0  | 0   |    |   |   |    |    |
| NHL totalt | NHL totalt            | NHL totalt | 501 | 15 | 56 | 71 | 685 | 68 | 3 | 8 | 11 | 30 |
| AHL totalt | AHL totalt            | AHL totalt | 178 | 8  | 26 | 34 | 280 | 26 | 0 | 3 | 3  | 35 |
| OHL totalt | OHL totalt            | OHL totalt | 246 | 18 | 58 | 76 | 340 | 46 | 1 | 9 | 10 | 52 |